# Gojko Kačar
Gojko Kačar (serbisch-kyrillisch Гојко Качар, * 26. Januar 1987 in Novi Sad, Jugoslawien) ist ein serbischer ehemaliger Fußballspieler. 

## Karriere

### Verein
Gojko Kačar entdeckte während der Weltmeisterschaft 1994 den Fußball für sich und begann mit sieben Jahren beim serbischen Erstligisten FK Vojvodina mit dem Fußballspielen. Da er die Anwaltskanzlei seines Vaters übernehmen sollte, studierte Kačar nach dem Abitur zunächst neben dem Fußball Rechtswissenschaften, was er aber nach seinem Wechsel nach Deutschland aufgab.
Zur Saison 2008/09 wechselte Kačar in die Bundesliga zum Hauptstadtklub Hertha BSC. Die Transfersumme belief sich laut Medienberichten auf drei Millionen Euro und machte Kačar zum teuersten Transfer der Vereinsgeschichte des Klubs aus Novi Sad.
In der Sommerpause 2010 wechselte Kačar zum Hamburger SV. In seinem fünften Ligaspiel für den HSV gegen den 1. FC Kaiserslautern kam er für den verletzten David Jarolím in die Partie und markierte das zwischenzeitliche 1:1 durch einen Kopfball und leitete darüber hinaus den Angriff, der zum 2:1-Siegtreffer führte, mit einem Pass über 60 Meter ein.
Beim Spiel gegen den 1. FC Nürnberg im April 2012 erlitt Kačar einen Knöchelbruch und fiel lange aus. Im November feierte er sein Comeback in der zweiten Mannschaft des HSV. Aufgrund des Überangebots an Mittelfeldspielern sollte Kačar den Verein in der Winterpause der Saison 2012/13 verlassen. Allerdings scheiterten Transfers zu Hannover 96 und Eintracht Frankfurt. Aufgrund von Sperren und Verletzungen im Team feierte Kačar am 9. Februar 2013 (21. Spieltag) sein Comeback in der ersten Mannschaft, als er beim 4:1-Auswärtssieg gegen Borussia Dortmund kurz vor Ende der Partie für Heung-Min Son eingewechselt wurde.
Zur Saison 2013/14 wurde Kačar aus der ersten Mannschaft aussortiert und in die U23 versetzt. Nachdem Bert van Marwijk neuer Trainer wurde, durfte er wieder am Training der ersten Mannschaft teilnehmen. Kačar war allerdings auch unter van Marwijk im Spielbetrieb außen vor und wurde weiter in der U23 eingesetzt.
Am 14. Februar 2014 wechselte Kačar nach einem Probetraining bis Ende Juli 2014 auf Leihbasis zum japanischen Erstligisten Cerezo Osaka. Er feierte sein Debüt am 1. März 2014 am ersten Spieltag der Saison 2014, als er bei der 0:1-Heimniederlage gegen Sanfrecce Hiroshima in der 85. Spielminute für Takahiro Ōgihara eingewechselt wurde. In den darauf folgenden Spielen erarbeitete sich Kačar einen Stammplatz in der Innenverteidigung neben Tatsuya Yamashita. Sein erstes Tor erzielte er am 15. März 2014 beim 4:1-Sieg gegen Shimizu S-Pulse.
Ein Angebot zur Verlängerung des Vertrages bei Cerezo Osaka lehnte Kačar ab und kehrte zur Saison 2014/15 zum HSV zurück. Kačar war unter Trainer Mirko Slomka einer der Gewinner der Vorbereitung und war Startelfkandidat für den Saisonauftakt. Allerdings verletzte er sich bei einem Testspiel gegen Lazio Rom und fiel bis Mitte September 2014 aus. Unter dem neuen Trainer Josef Zinnbauer war Kačar meistens Ersatz. Ende März 2015 wurde ihm mitgeteilt, dass sein zum Saisonende auslaufender Vertrag nicht verlängert werde. Dennoch wurde Kačar im Saisonfinale unter dem neuen Trainer Bruno Labbadia zum Stammspieler. Am 31. und 32. Spieltag sicherte er seinem Team durch zwei späte Tore drei Punkte im Abstiegskampf, sodass am letzten Spieltag noch der Relegationsplatz erreicht wurde.
|
Sein Vertrag wurde nach Saisonende um ein Jahr bis 2016 verlängert. Nach der Saison 2015/16 verlängerte der HSV den auslaufenden Vertrag mit Kačar nicht mehr.
Im Juli 2016 unterschrieb Kačar einen Zwei-Jahres-Vertrag beim FC Augsburg. Nach Auslaufen seines Vertrages schloss er sich Anorthosis Famagusta an. Bei den zyprischen Erstligisten wurde sein Vertrag im Januar 2019 aufgelöst und er beendete seine Karriere.

### Nationalmannschaft
Im Jahr 2007 debütierte Kačar für die serbische U21-Nationalmannschaft und wurde bei der U21-Europameisterschaft in den Niederlanden mit dem Team Vize-Europameister.
Am 7. September 2008 erzielte Kačar für die serbische U21-Auswahl fünf Tore gegen die ungarische U21-Auswahl. Mit Toren in der 87., 88. und 89. Minute gelang ihm dabei ein Hattrick. Er stand auch im serbischen Kader bei der Sommerolympiade 2008.
Javier Clemente, damals Trainer der serbischen A-Auswahl, berief für das Länderspiel am 24. November 2007 neben neun weiteren Debütanten auch Kačar zum Qualifikationsspiel zur Fußball-EM 2008 in Belgrad gegen Kasachstan.
Kačar nahm für Serbien auch an der U21-Europameisterschaft 2009 und an der Weltmeisterschaft 2010 in Südafrika teil. Er wurde bei der WM 2010 in der 70. Minute im Spiel gegen Deutschland eingewechselt. Zu weiteren Einsätzen kam er bei der Weltmeisterschaft nicht.